# Hudson Custom Eight
Hudson Custom Eight – samochód osobowy produkowany pod amerykańską marką Hudson w latach 1935–1938.

## Dane techniczne
- Pojemność: 4,1 litra
- Cylindry: 4
- Moc: 113 KM
- Typ silnika: dolnozaworowy
- Napęd: tylny